# Holomètre (Abel Foullon)
Pour les articles homonymes, voir Holomètre.

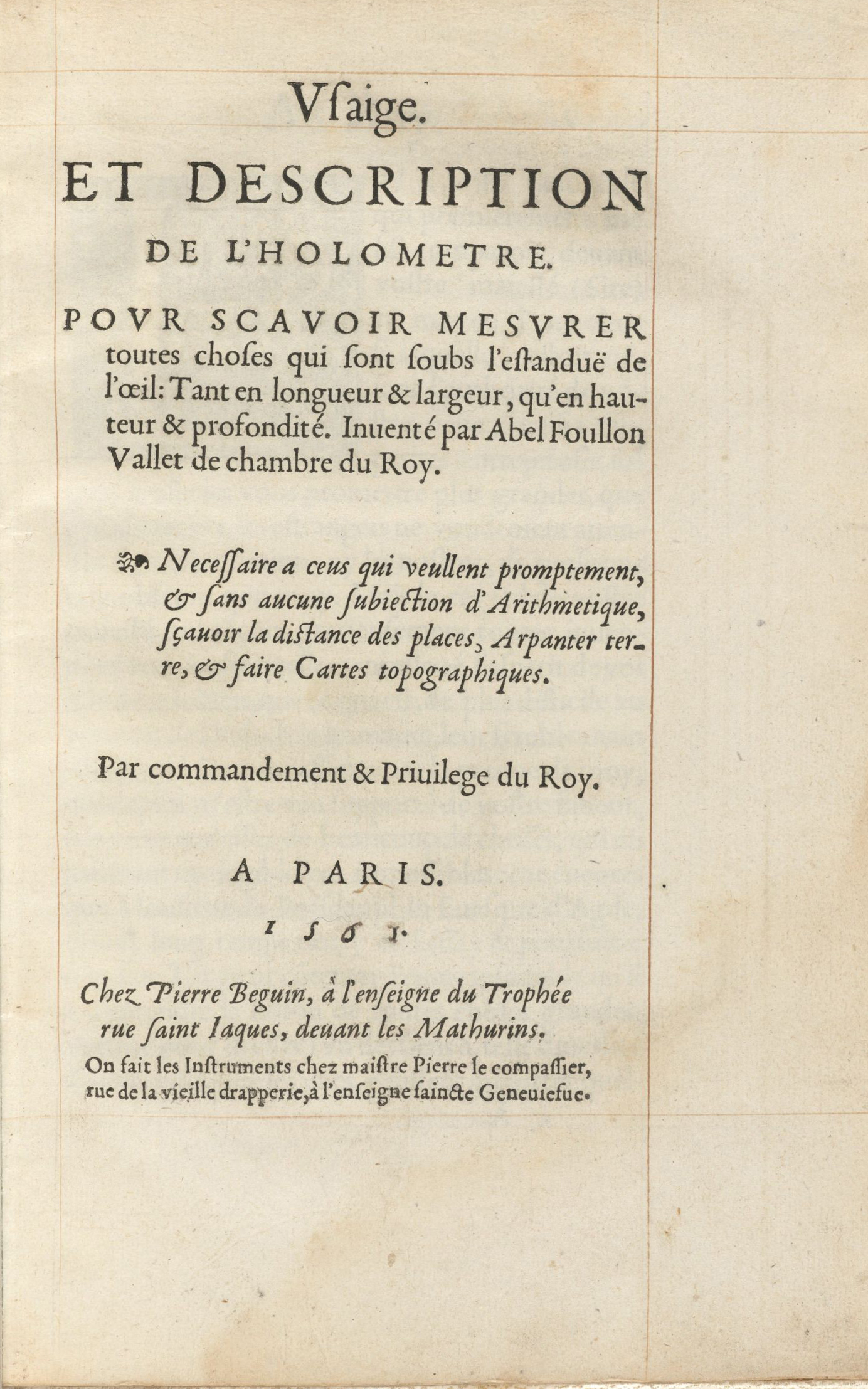
Usaige & Description de l'holmetre, 1567.

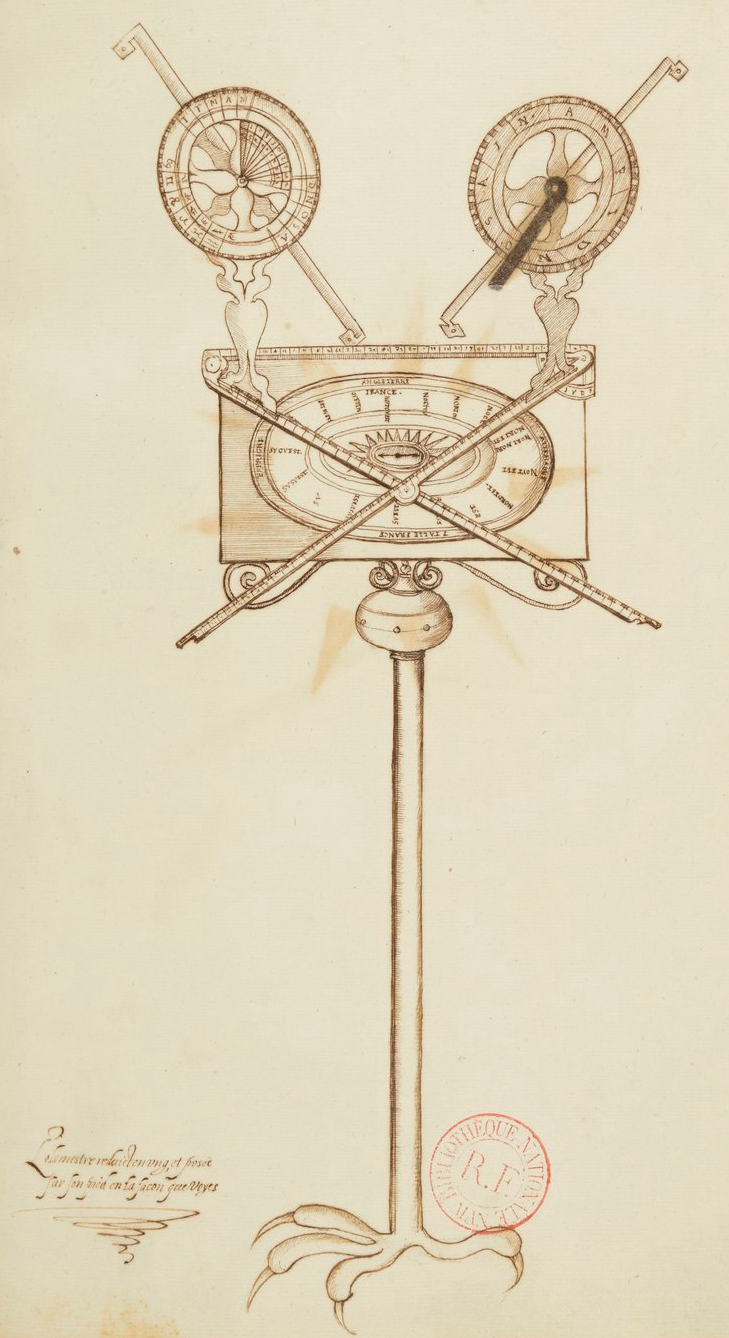
Exemplaire décrit par Jacques Cellier, fin XVIe siècle.

Un holomètre est un instrument qui sert à prendre les hauteurs d'un point au-dessus de l'horizon. Il est formé de trois billes mobiles dont l'écartement permet d'atteindre les longueurs des côtés et les angles d'un triangle.
L'holomètre a été inventé par Abel Foullon en 1550 et nommé par Mellin de Saint-Gelais. Ce fut le premier privilège d'invention (brevet) connu en France (1551).